# Sande i Vestfold
Sande i Vestfold é uma comuna da Noruega, com 177 km² de área e 7 591 habitantes (censo de 2004).